# Jens Ejner Christensen
Jens Ejner Christensen (født 19. juni 1968 i Vejle) er en dansk politiker for partiet Venstre. Siden 1. marts 2017 har han været borgmester i Vejle Kommune. Han er tidligere folketingsmedlem fra 2014 til 2015.

## Uddannelse og erhverv
Jens Ejner Christensen er landbrugsuddannet og har Højere Handelseksamen.
Han har været selvstændig landmand i Jelling siden 1995.

## Vejle Byråd
Jens Ejner Christensen har siddet i Vejle Byråd siden 2009. Ved kommunalvalget i 2009 og 2013 fik han henholdsvis 1168 og 1160 personlige stemmer. Jens Ejner Christensen sidder i Økonomiudvalget, Kultur- og Idrætsudvalget og Arbejdsmarkedsudvalget i Vejle Byråd. Den 1. marts 2017 blev han borgmester, efter partifællen Arne Sigtenbjerggaard.

## Folketinget
Jens Ejner Christensen har været kandidat til Folketinget i Vejle Nordkredsen fra 2010. Han opnåede ikke valg ved folketingsvalget 2011, men indtrådte d. 1. juli 2014 som folketingsmedlem fra Sydjyllands Storkreds som suppleant for Ulla Tørnæs da hun udtrådte efter at være blevet valgt til Europa-Parlamentet.
Jens Ejner Christensen sad i Folketingets Beskæftigelsesudvalg, Børne- og Undervisningsudvalg, Klima-, Energi- og Bygningsudvalg og Udenrigsudvalget.
Ved folketingsvalget i 2015 genopstillede Jens Ejner Christensen i Sydjyllands Storkreds, men opnåede ikke valg.

## Eksterne links
- Jens Ejner Christensens hjemmeside Arkiveret 21. august 2014 hos  Wayback Machine